# Polhemsskolan, Gävle

Polhemsskolan är Gävles största gymnasieskola med cirka 1650 elever och 237 anställda. Skolan ligger i södra innerstaden vid gatorna Kaserngatan, Södra Kungsgatan och Södra Centralgatan. Huvudbyggnaden med entré mot Södra Rådmansgatan är ritad av Kjell Ödeen och invigdes 1958.
Polhemsskolan var tidigare Gävle praktiska realskola och ett tekniskt gymnasium men har sedan år 2000 mestadels yrkesförberedande utbildningar, förutom teknikprogrammet.

## Program
Polhemsskolan i Gävle har följande program:
- Barn- och fritidsprogrammet[1]
- Bygg- och anläggningsprogrammet[1]
- El- och energiprogrammet[1]
- Gymnasiesärskolan[1]
- Hantverksprogrammet[1]
- Hotell- och turistprogrammet[1]
- Restaurang- och livsmedelsprogrammet[1]
- Introduktionsprogram[1]
- Nationell och lokal idrottsprofil[1]
- Vård och omsorgsprogrammet[1]
- VVS- och fastighetsprogrammet[1]
- Industritekniska programmet[1]
- Teknikprogrammet[1]

## Kända elever
- Nicklas Bäckström - hockeyspelare
- Börje Salming - hockeyspelare
- Robin Hansson, sångare i Prescription Death

## Bildgalleri

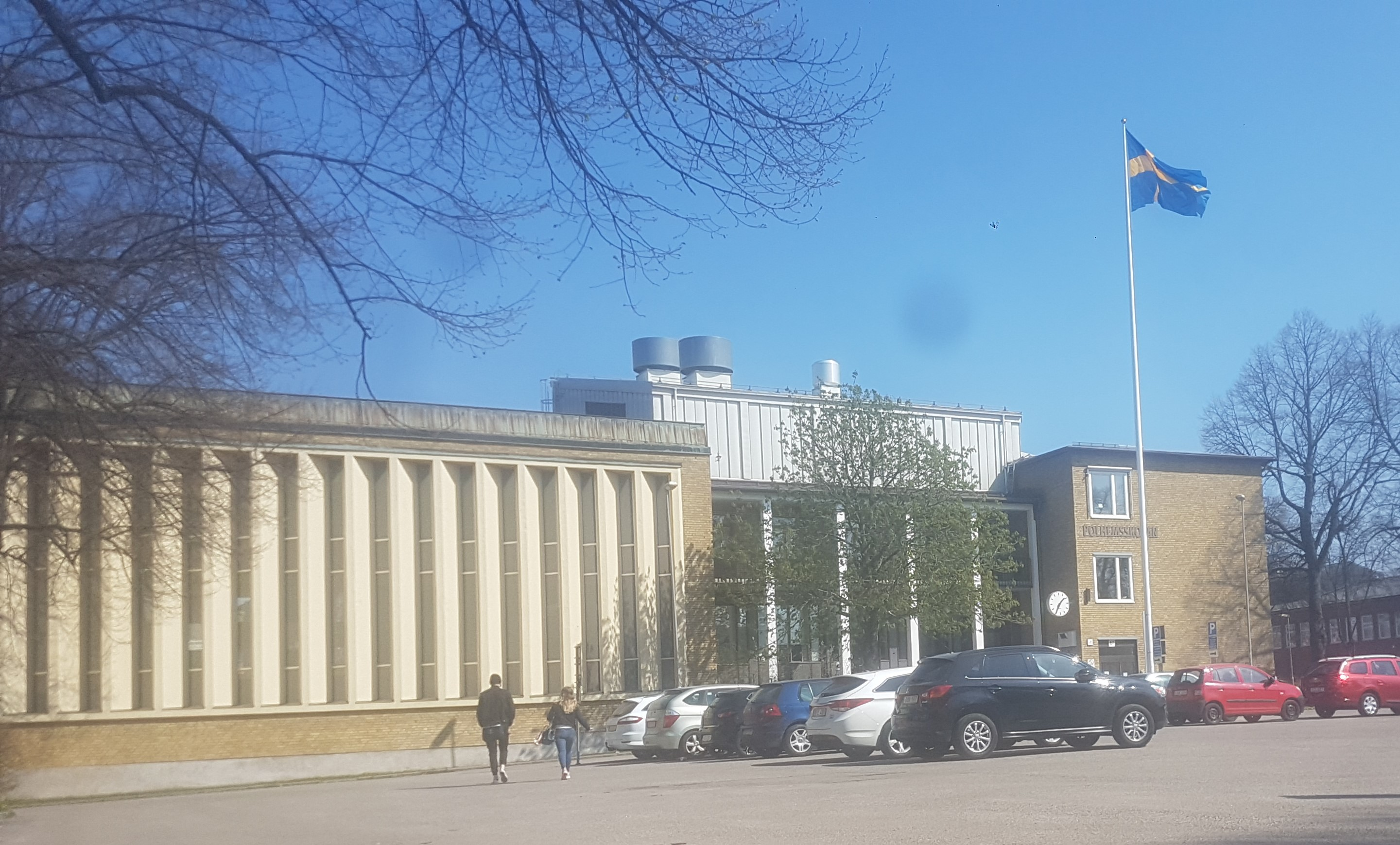
Polhemsskolan P1
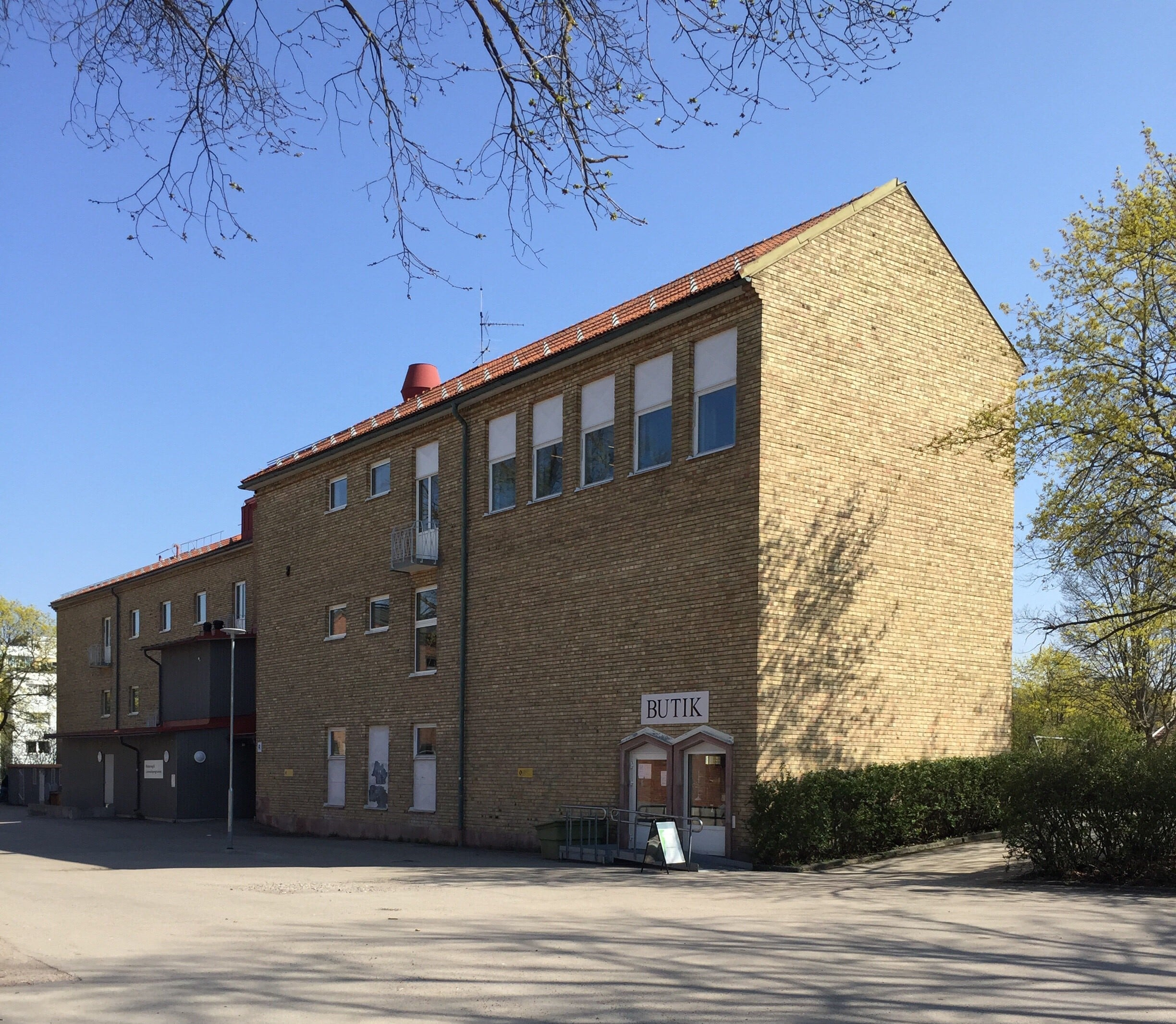
Polhemsskolan P5
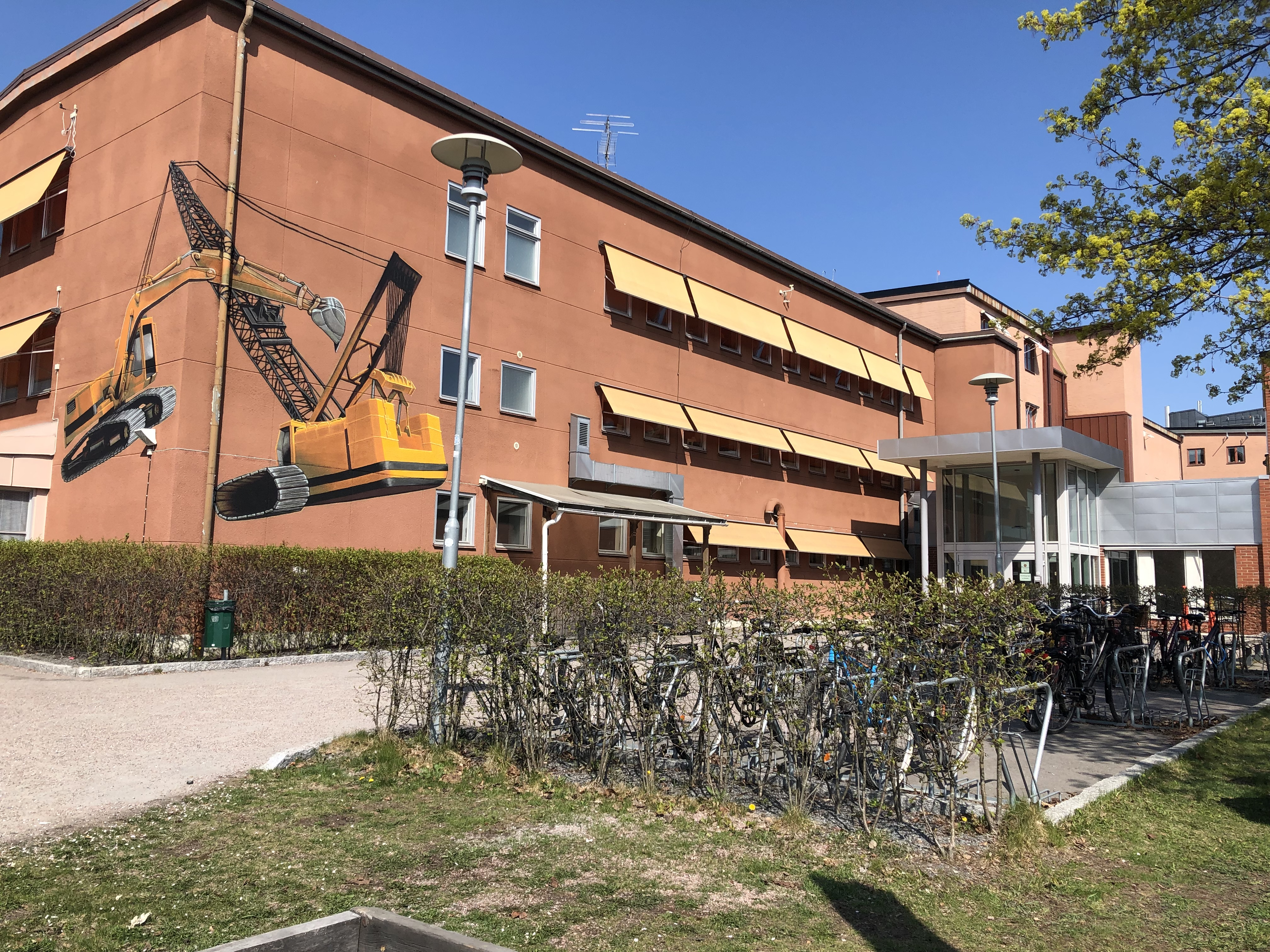
Polhemsskolan P7